# Uejima Onitsura
Uejima Onitsura (上島 鬼貫), Ueshima Onitsura, Kamijima Onitsura; 4 avril 1661 à Itami - 2 août 1738, est un poète japonais de haïku.
Fils d'un brasseur de saké, il est déjà connu encore enfant comme talentueux poète de haïku. Il étudie auprès de Nishiyama Sōin, fondateur de l'école de poésie Darin. Outre es poèmes haïku, il écrit deux textes sur la poétique : Hitorigoto (1718) et Nanakuruma (1738). Par ailleurs, il s'est révélé être l'auteur d'un récit de voyage fictif Kinsoku no ryoki (Récit de voyage de quelqu'un en résidence surveillée, 1690|).

## Source de la traduction
- (de) Cet article est partiellement ou en totalité issu de l’article de Wikipédia en allemand intitulé « Uejima Onitsura » (voir la liste des auteurs).